# 118ª Brigata di difesa territoriale
La 118ª Brigata autonoma di difesa territoriale "Atamano Ljutyj-Ljutenko" (in ucraino 118-та окрема бригада територіальної оборони імені отамана Лютого-Лютенка?, 118-ta okrema bryhada terytorial'noї oborony imeni otamana Ljutoho-Ljutenka, unità militare А7046) è la principale unità delle Forze di difesa territoriale dell'Ucraina dell'oblast' di Čerkasy, subordinata al Comando operativo "Nord" delle Forze terrestri.

## Storia
Il 7 novembre 2018 il commissario militare regionale Jevhenij Kurbet ha annunciato la creazione della brigata e lo stanziamento di circa 250.000 grivnie per l'acquisto di equipaggiamento di supporto. Dal 5 all'11 agosto 2019 si sono svolte esercitazioni di tiro, tattica, medicina, cartografia e comunicazioni. Nel 2021 il 161º Battaglione della brigata è stato sciolto.
L'unità è stata mobilitata in seguito all'invasione russa dell'Ucraina del 2022, venendo trasferita nell'oblast' di Luhans'k, dove un battaglione ha preso parte alla battaglia di Popasna, contribuendo alla difesa della città per 14 giorni. Successivamente è stata impiegata presso Bachmut dall'estate fino alla fine del 2022. Il 14 ottobre 2022 la brigata ha ricevuto la bandiera di guerra da parte del presidente ucraino Volodymyr Zelens'kyj. Fra gennaio e febbraio 2023 ha invece preso parte alle battaglie difensive di Vuhledar. A dicembre 2023 è stata schierata nell'area di Lyman. A settembre 2024 elementi della brigata hanno fornito supporto alla 10ª Brigata d'assalto da montagna, fronteggiando gli attacchi della 6ª e della 123ª Brigata fucilieri motorizzata che sono però riuscite ad occupare il villaggio di Spirne. Il 5 dicembre 2024 la brigata è stata ufficialmente intitolata a Ivan Ljutyj-Ljutenko, comandante di spicco durante la guerra sovietico-ucraina.

## Struttura
- Comando di brigata[13]
- 156º Battaglione di difesa territoriale (Čerkasy, unità militare А7322)[14]
- 157º Battaglione di difesa territoriale (Zolotonoša, unità militare А7323)[15]
- 158º Battaglione di difesa territoriale (Smila, unità militare А7324)[16]
- 159º Battaglione di difesa territoriale (Zvenyhorodka, unità militare А7325)[17]
- 160º Battaglione di difesa territoriale (Uman', unità militare А7326)[18]
- 161º Battaglione di difesa territoriale (Žaškiv, unità militare А7327)
- 254º Battaglione di difesa territoriale (unità militare А4756)[19]
- Unità di supporto

## Comandanti
- Colonnello Anatolij Stuženko (novembre 2018 - luglio 2024)[20]
- Tenente colonnello Jaroslav Popko (luglio 2024 - in carica)[21]